# Norman Schwarzkopf
Herbert Norman Schwarzkopf Jr. (Trenton, 22 de agosto de 1934 – Tampa, 27 de dezembro de 2012) foi um general do Exército dos Estados Unidos, que em 1991 comandou as forças de coalizão internacional na Operação Tempestade no Deserto, na Guerra do Golfo, contra o Iraque de Saddam Hussein.
À frente de um exército de 500 mil homens, majoritariamente de norte-americanos mas também formado por sauditas, britânicos, franceses e egípcios entre outros, sob os auspícios da ONU, Schwarzkopf liderou a invasão do Kuwait em janeiro de 1991 para libertar o país da ocupação efetuada pelas tropas iraquianas em agosto do ano anterior.
Em seis semanas, as forças da coalizão expulsaram as tropas iraquianas provocando pesadas baixas entre elas e devolveram o Kuwait a seus governantes.
Reformado do exército em 1991, escreveu sua autobiografia, It Doesn't Take a Hero, publicada em 1992.
O general faleceu em 27 de dezembro de 2012 em Tampa e a causa da morte foi complicações por pneumonia.